# Louis Tuaillon

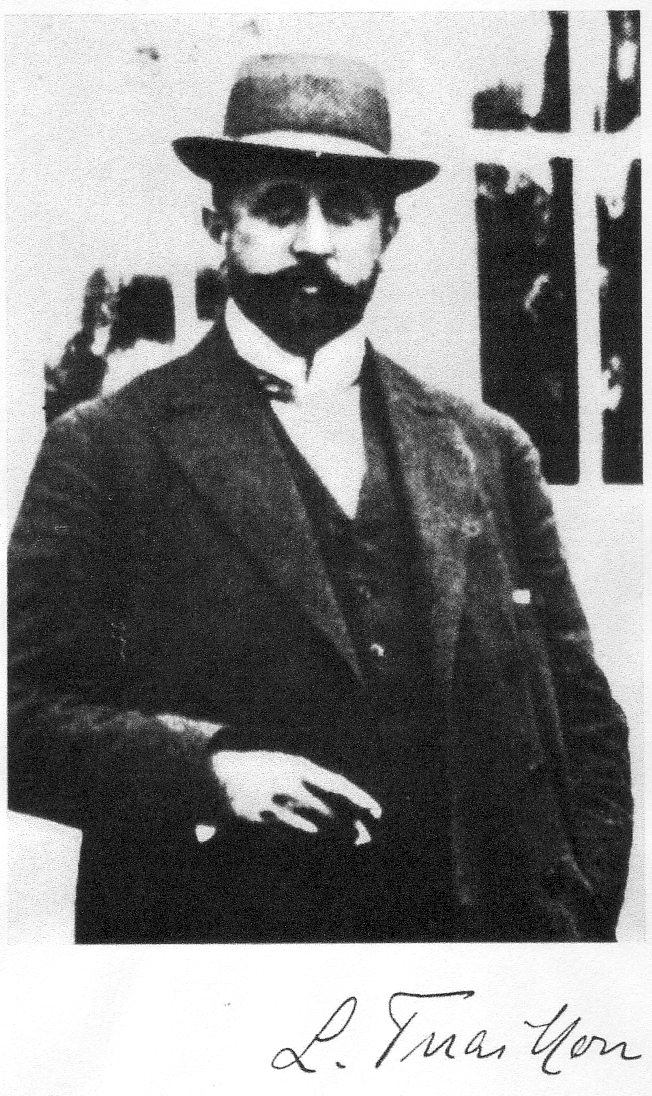
Louis Tuaillon, um 1905

Louis Tuaillon (* 7. September 1862 in Berlin; † 21. Februar 1919 ebenda) war ein deutscher Bildhauer und Medailleur sowie Hochschullehrer.

## Leben
Louis Tuaillon besuchte von 1879 bis 1881 die Hochschule für Bildende Künste in Berlin und arbeitete 1882/83 als Meisterschüler in der Werkstatt des Bildhauers Reinhold Begas. Im folgenden Jahr reiste er nach Wien und arbeitete die nächsten zwei Jahre in der Werkstatt von Rudolf Weyr. Von 1885 bis 1903 lebte Tuaillon in Rom. Dort entstand zwischen 1890 und 1895 die erste Fassung der Bronzeplastik Amazone zu Pferde, die als sein Hauptwerk gilt. Die 85 Zentimeter große Skulptur des kaum bekannten Bildhauers fand auf der Großen Berliner Kunstausstellung 1885 viel Beifall, Kaiser Wilhelm II. gab den Auftrag für die überlebensgroße Fassung, die 1898 vor der Nationalgalerie in Berlin aufgestellt wurde; eine Nachbildung steht im Großen Tiergarten in Berlin. Über den Deutschen Künstlerverein lernte ihn dort Georg Kolbe kennen. 1899 erhielt er auf der Großen Berliner Kunstausstellung eine kleine Goldmedaille und 1906 eine große. Ab 1902 gehörte Tuaillon der Berliner Sezession an. Nach der Gründung des Deutschen Künstlerbundes 1903 wurde Tuaillon in den Vorstand des DKB gewählt; auf dessen erster Ausstellung 1904 im Münchener Königlichen Kunstausstellungsgebäude stellte er die Amazone und einen Stier aus Bronze aus. 1906 wurde er als Professor an die Berliner Kunstakademie berufen, dort leitete er seit 1907 ein Meisteratelier für Bildhauerei. 1910 erhielt er die Ehrendoktorwürde der Berliner Universität. 1912 wurde er in den Orden Pour Le Mérite für Wissenschaften und Künste aufgenommen. Im Jahr 1916 wurde er zum Ehrenmitglied der Dresdner Kunstakademie ernannt. Tuallion zählte zu den Wegbereitern der Moderne in der Berliner Bildhauerschule. Sein Werk „Herkules mit dem Stier“ von 1907 wurde von Albert Speer 1939 zusammen mit anderen Schmuckfiguren im Garten von Hitlers Neuer Reichskanzlei aufgestellt.
Louis Tuaillon starb im Alter von 56 Jahren. Sein Grab befindet sich auf dem Urnenfriedhof Gerichtstraße in Berlin-Wedding. Es ist als Ehrengrab der Stadt Berlin ausgewiesen.

## Werke

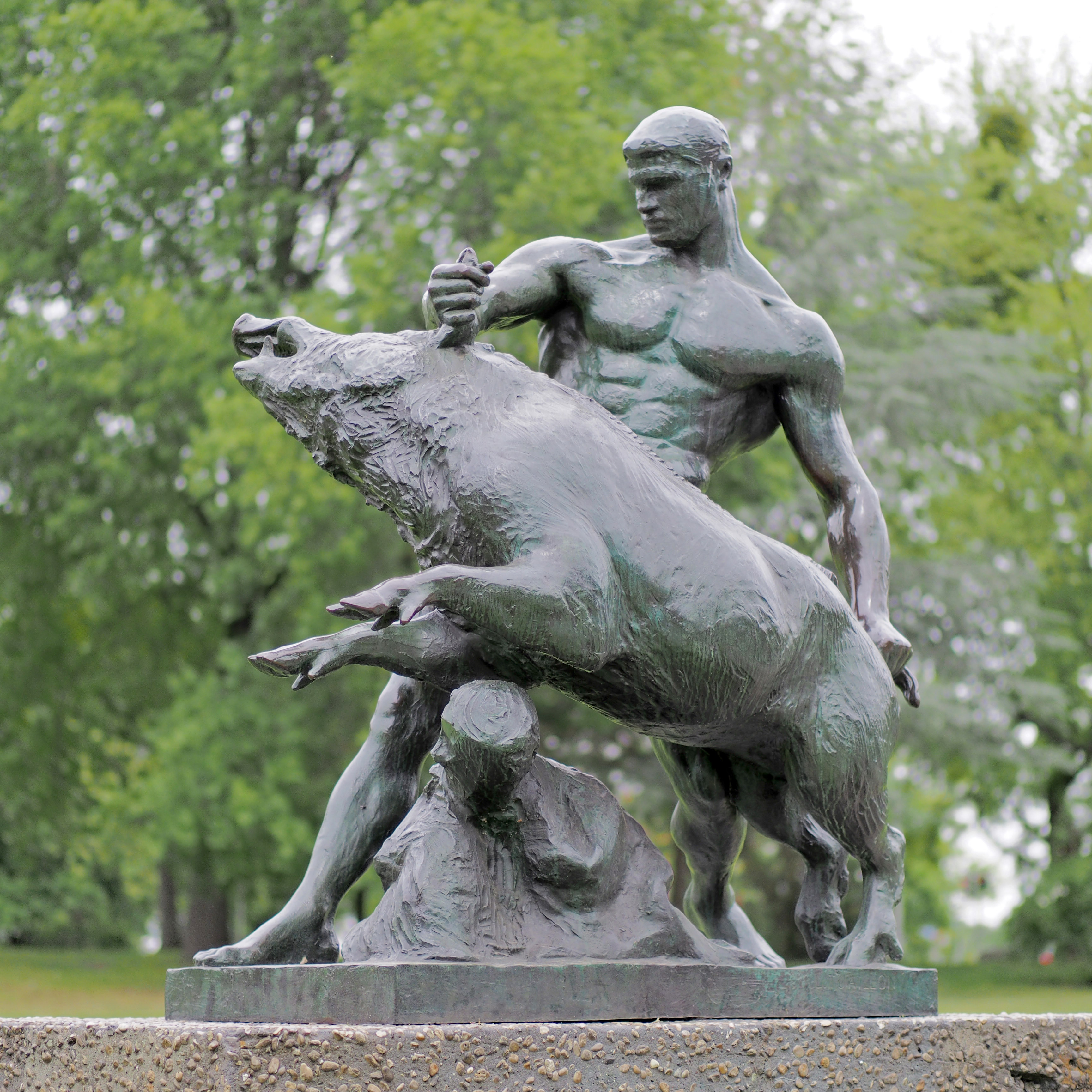
Herkules und der Erymanthische Eber
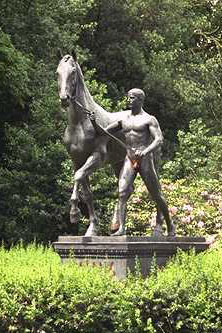
Der Rosselenker Bremen
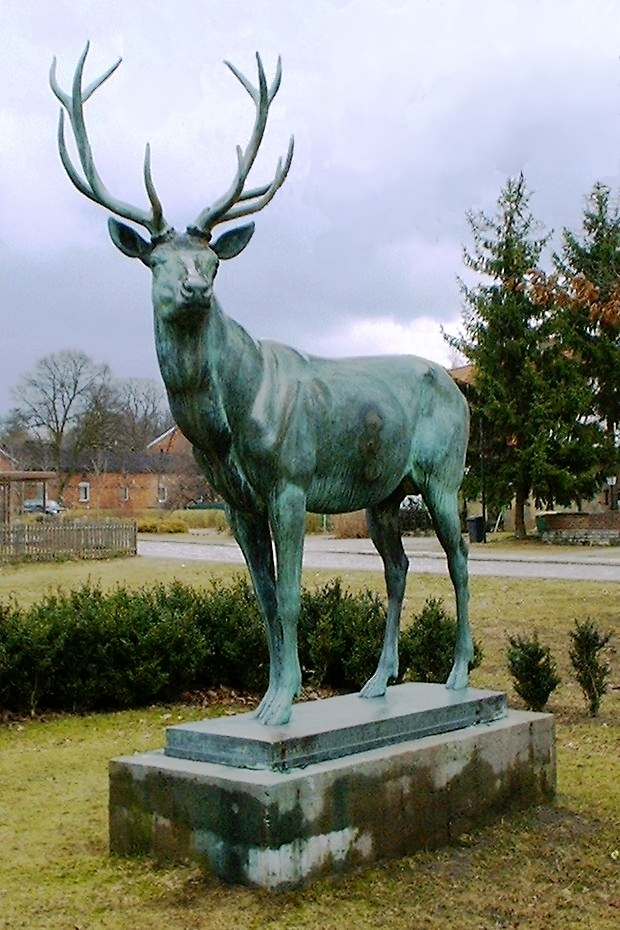
Hirsch Hirschfelde
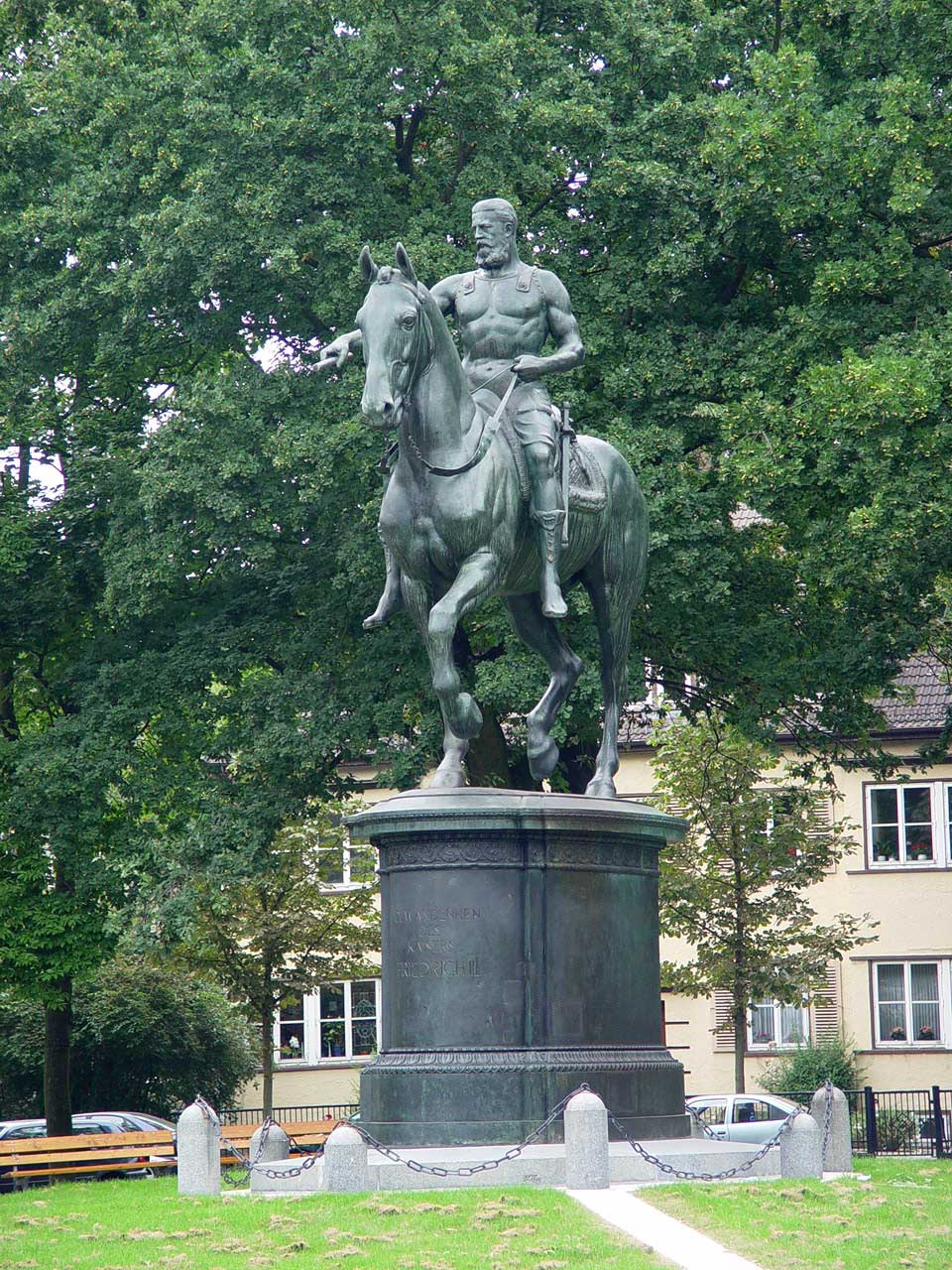
Kaiser Friedrich III. Bremen
53° 5′ 3″ N, 8° 49′ 14″ O
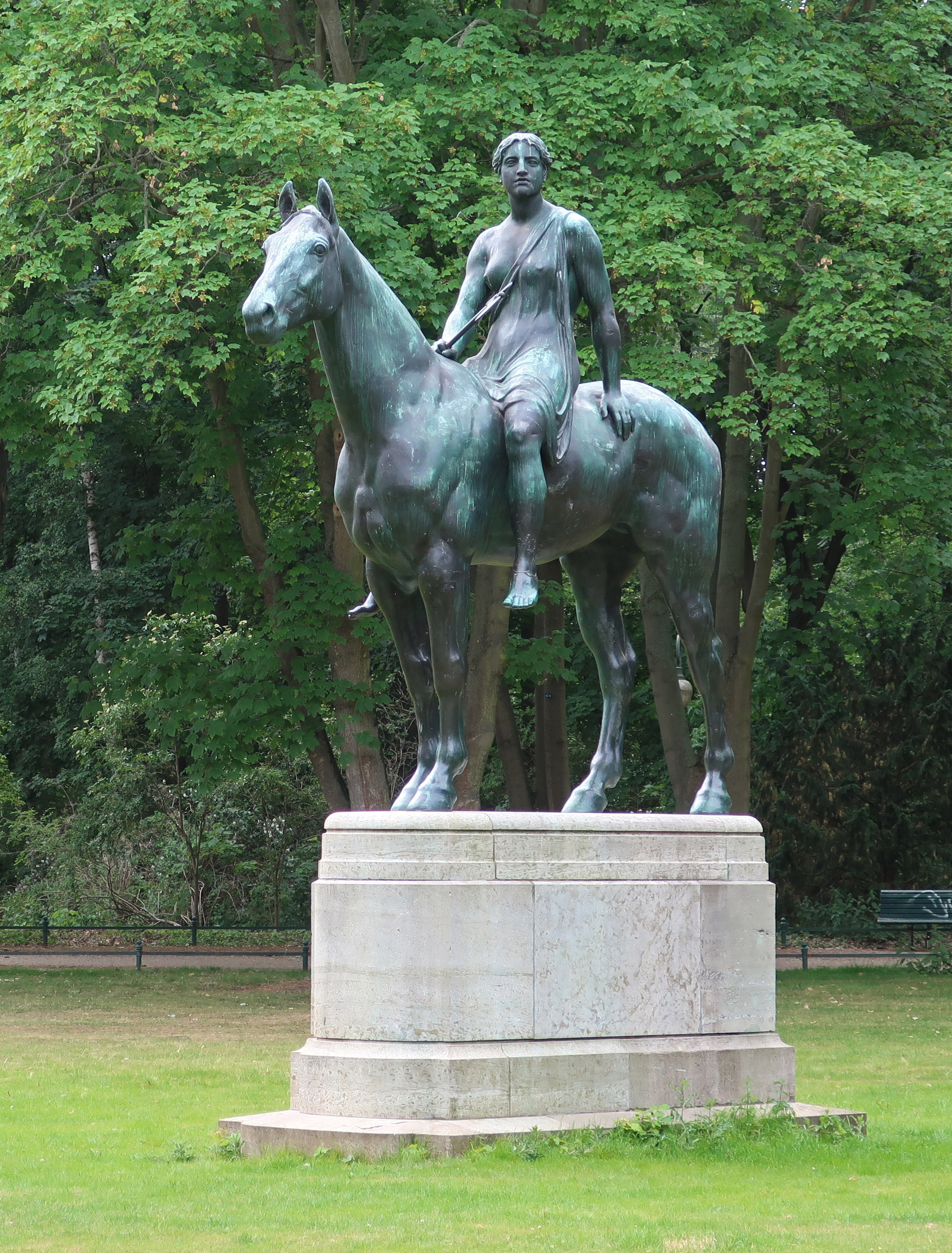
Amazone, Großer Tiergarten Berlin
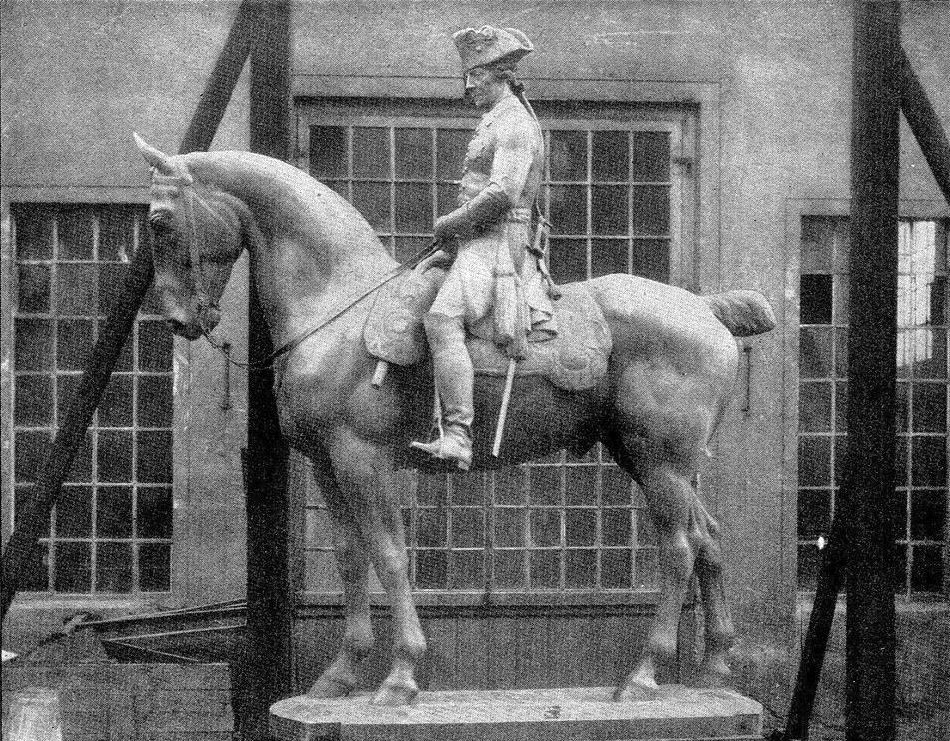
Reiterstandbild Friedrichs des Großen in Beuthen
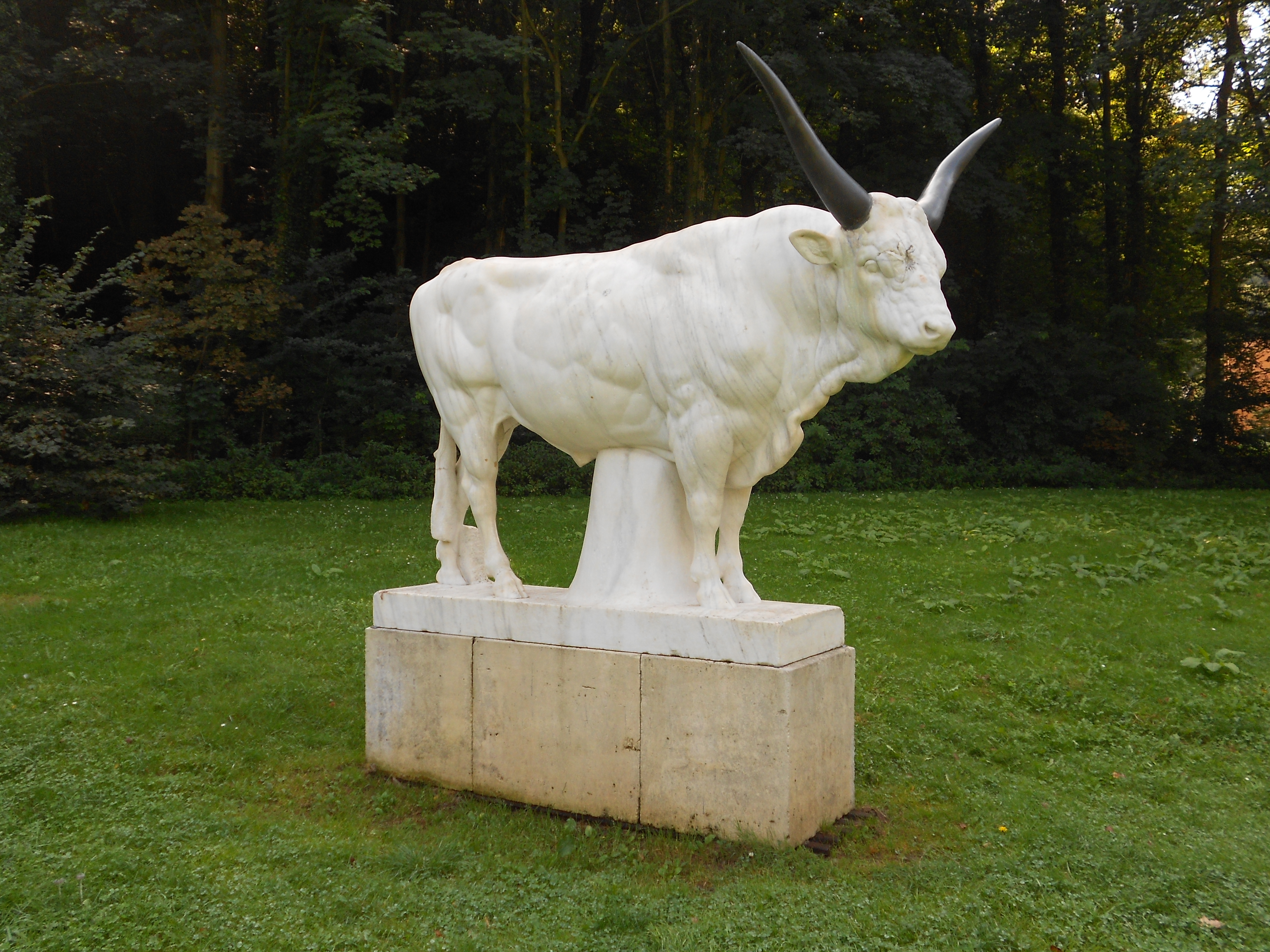
Stier aus Marmor im Park der Fachklinik und Moorbad Bad Freienwalde
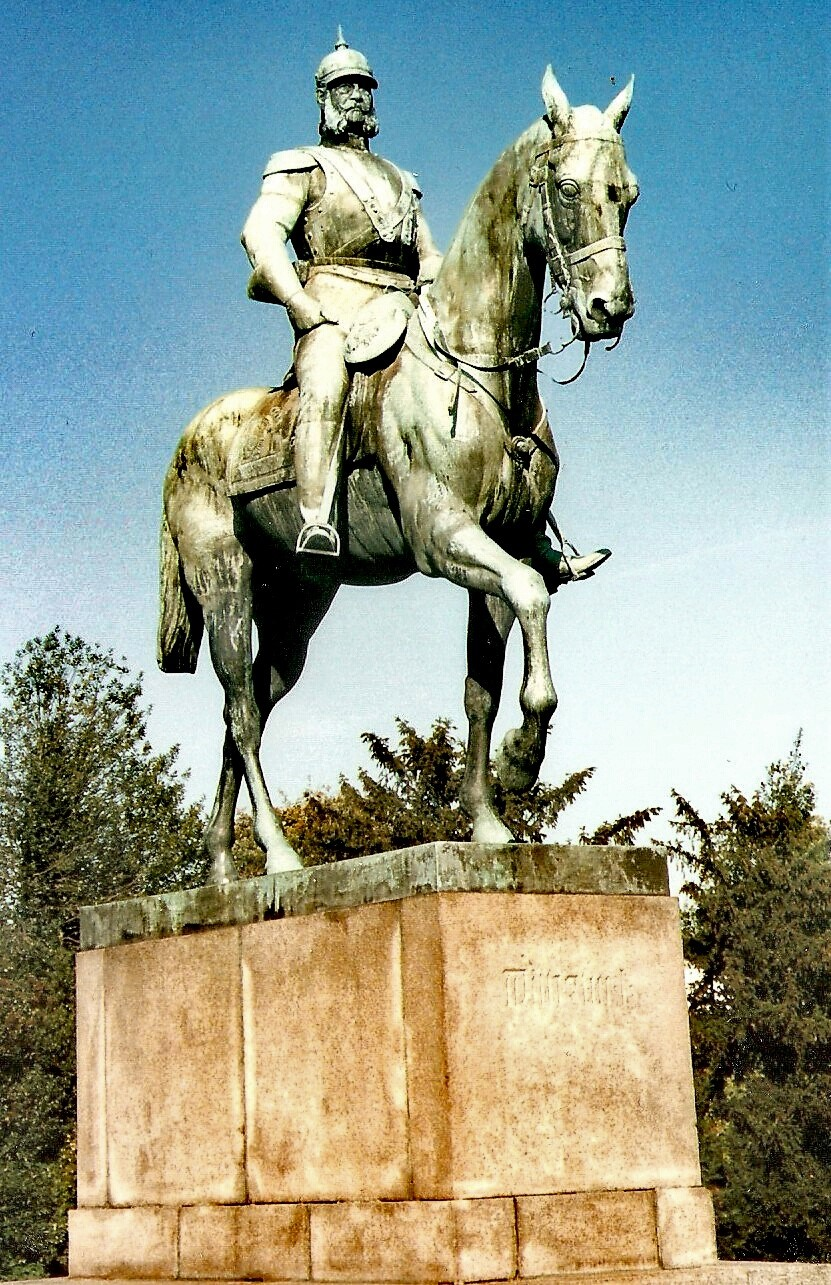
Kaiser Wilhelm I. Lübeck
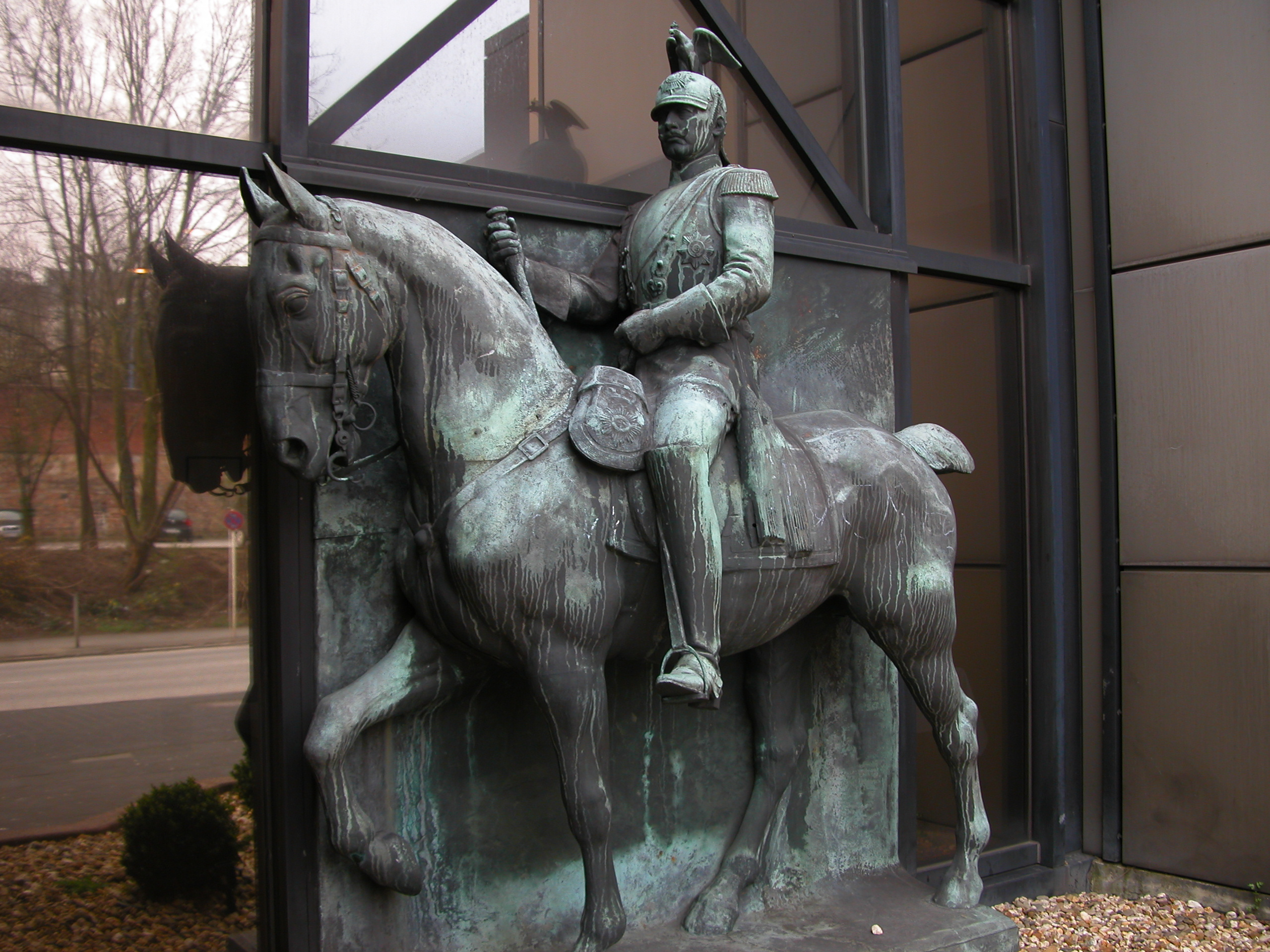
Kaiser Wilhelm II. Elberfeld
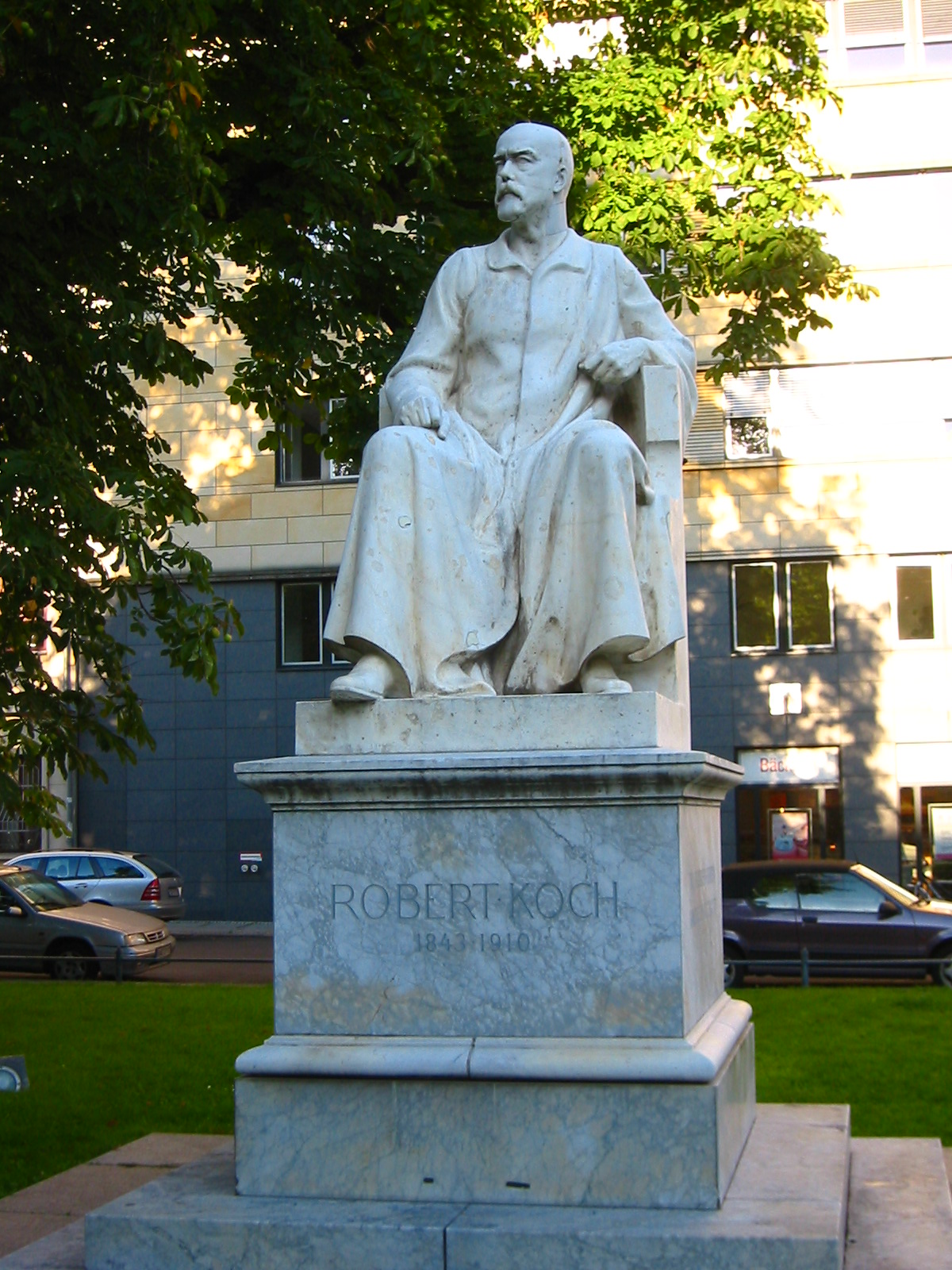
Statue Robert Koch vor der Charité Berlin
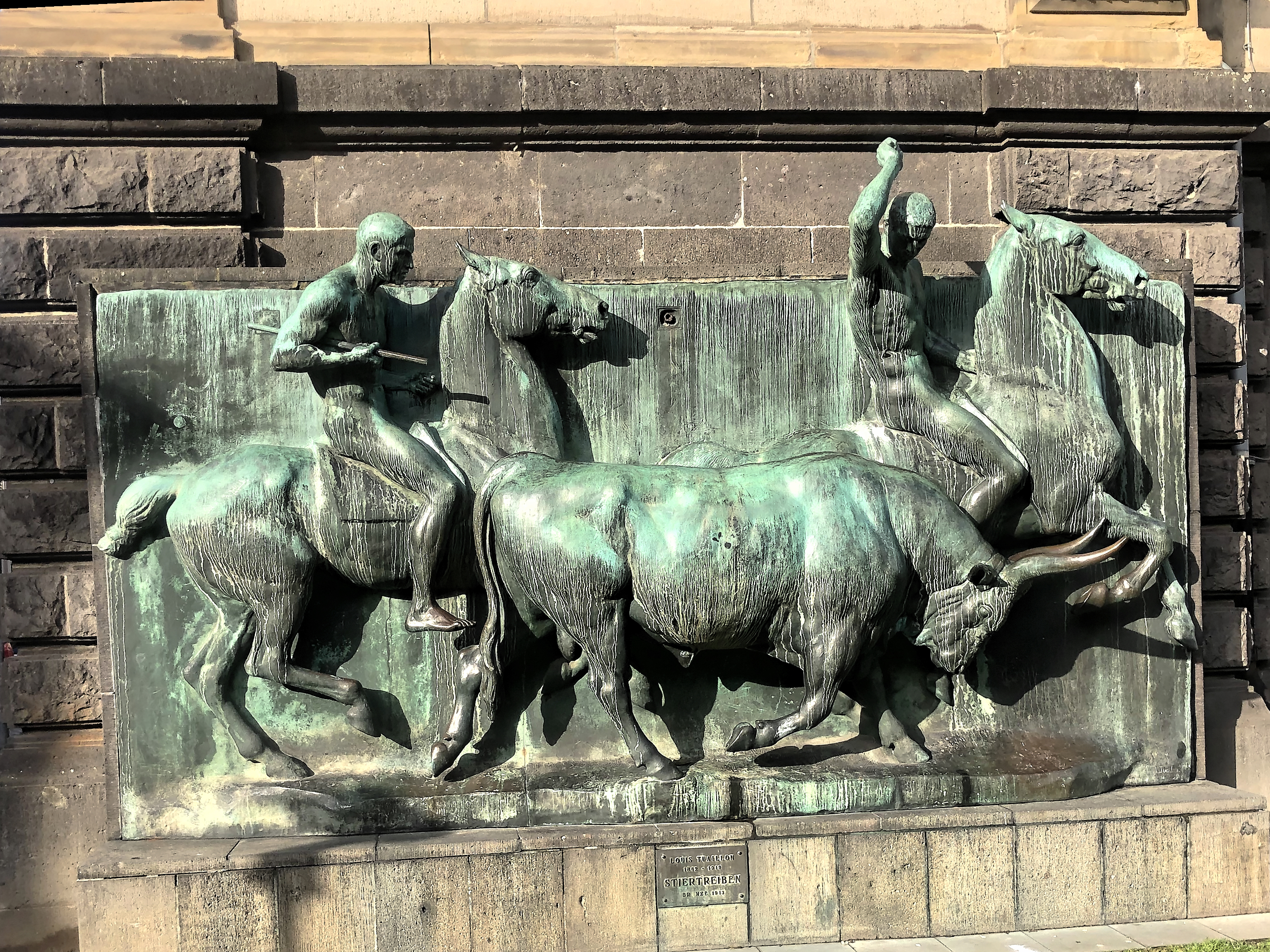
Stiertreiben (Krefeld)

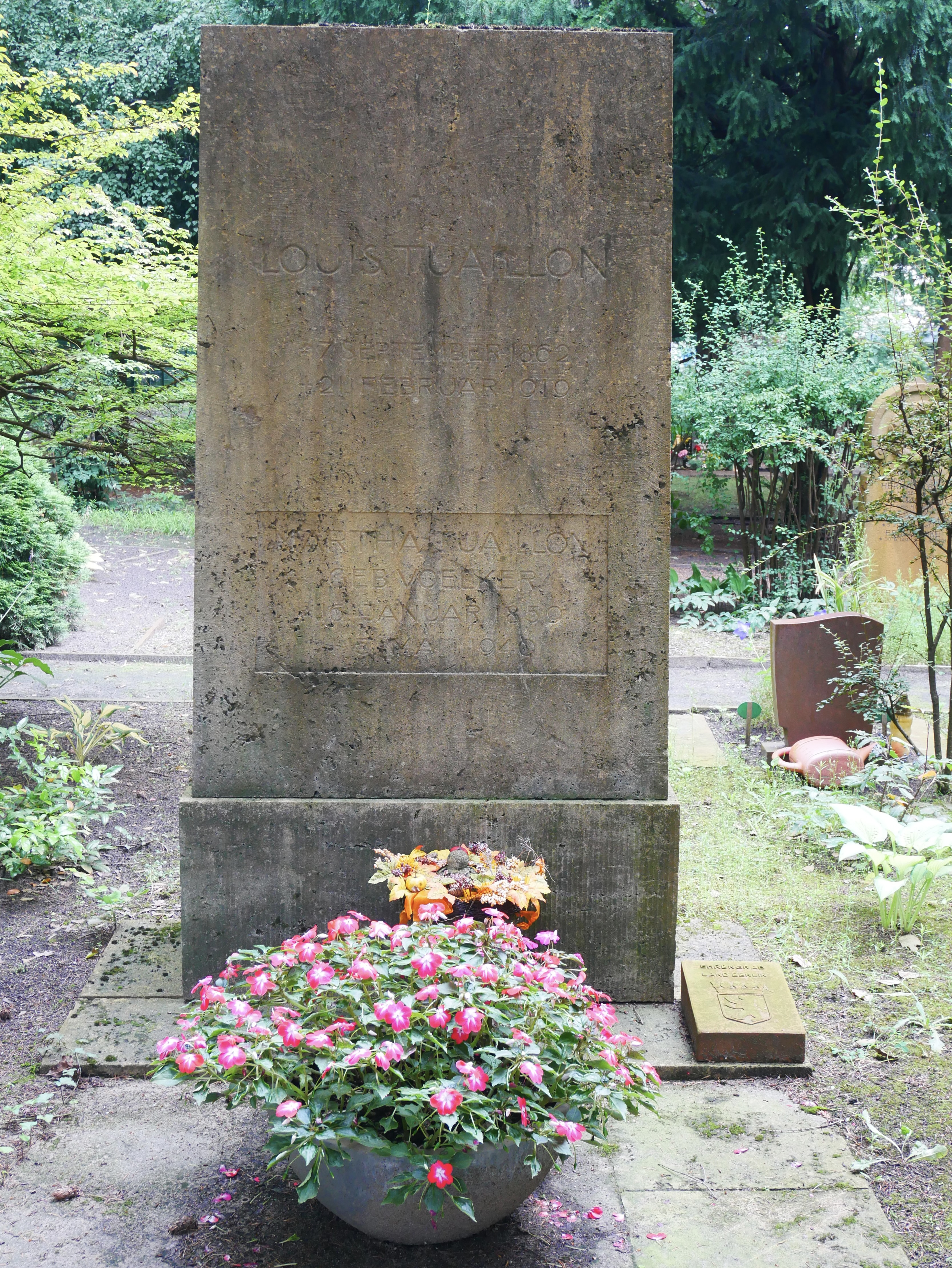
Grabstätte Tuaillons in Berlin-Wedding

- 1895: Amazone zu Pferde, (Berlin, Großer Tiergarten)
- 1899: Der Sieger, (Berlin-Westend, Steubenplatz)
- 1902: Gruppe Der Rosselenker, (Bremen)
- 1905: Kaiser-Friedrich-Denkmal, (Bremen)
- Hirsch beim Jagdschloss Friedrichswalde vor dem Mausoleum des Generalkonsuls Paul Wedekind am Groß Labenzer See bei Blankenberg
- Hirsch auf dem Dorfanger von Hirschfelde
- Stier aus Marmor im Kurpark von Bad Freienwalde
- 1910: Reiterstandbild Friedrichs des Großen für Beuthen/Oberschlesien (Verbleib unbekannt)[5]
- 1910/1911: Reiterstandbilder Kaiser Friedrich III. (Mai 1911) und Wilhelm II. (September 1910), Hohenzollernbrücke linksrheinisch, Köln[6]
- 1912–1921: kolossales Reiterstandbild Kaiser Wilhelm I. für Lübeck
- 1916: Bildnis Robert Koch, Marmor, für Berlin, Robert-Koch-Platz nahe Invalidenstraße in Berlin-Mitte[7]
- Entwurf Herkules mit dem erymanthischen Eber, posthumer Guss 1937 für Berlin (Umgestaltung  Großer Tiergarten 1938, heute Lützowplatz in Berlin-Tiergarten)[8]
- 3/4-Hochrelief des Reiterstandbildes Kaiser Wilhelm II. als vereinfachter Zweitguss des Denkmals auf der Kölner Hohenzollernbrücke. Anlässlich des 25-jährigen Regierungsjubiläums des Kaisers 1914 im Städtischen Museum Elberfeld (heute: Von-der-Heydt-Museum) errichtet. 1982 am Hotel Kaiserhof (heute: InterCityHotel) aufgestellt.[9]
- 1918: Reiterstandbild König  Friedrich Wilhelm III., Bronzeguss, 1935 ohne Enthüllungsfeier im Schlossgarten zu Merseburg aufgestellt.